# Ekkehard Kohrs
Ekkehard Kohrs (* 1944; † 2011) war ein deutscher Journalist und Publizist.
Kohrs war langjähriger Leiter des Bonner Parlamentsbüros des General-Anzeigers, für den er ab 1974 tätig war. Überdies war er von 1989 bis 1999 ehrenamtlicher Vorsitzender des Mitgliedsausschusses der Bundespressekonferenz (BPK) und von 1999 bis 2006 im Arbeitsausschuss Bonn der BPK tätig. Er leitete u. a. die in Bonn stattfindenden Bundespressekonferenzen.

## Auszeichnungen
- 1996: Medienpreis des Deutschen Bundestages für sein Lebenswerk (die politische Berichterstattung im Bonner General-Anzeiger)
- 2009: Bundesverdienstkreuz am Bande

## Schriften (Auswahl)
- Kontroverse ohne Ende. Der Hauptstadt-Streit. Argumente – Emotionen – Perspektiven (= Beltz-Quadriga-Taschenbuch. Bd. 558). Beltz Quadriga, Weinheim 1991, ISBN 3-407-30558-3.